# Anachis hilli
Anachis hilli är en snäckart som beskrevs av Henry Augustus Pilsbry och Lowe 1932. Anachis hilli ingår i släktet Anachis och familjen Columbellidae. Inga underarter finns listade i Catalogue of Life.